# 張家祖廟
24°10′34″N 120°37′20″E / 24.1760981934857°N 120.622089459126°E
張家祖廟（發祥堂）是位於臺灣中部的臺中市西屯區的直轄市定古蹟，鄰近統聯客運台中轉運站。屬私人祠堂性質，正殿奉祀祖先牌位，左右內外護龍除供族人居住外亦出租給外人使用。

## 歷史
「張」本是中國第4大姓，相傳遠祖揮公因善於製造長弓而被黃帝賜姓張。西屯區的張家祖廟則是奉祀元末明初因戰亂避禍而入閩(福建)的「馬堂張氏」第一世祖「張文通公」為主的宗祠。張文通初入福建汀州府，而後子孫逐漸分布福建漳州府南靖縣、平和縣境內，堂號為「馬堂」。
清康熙至乾隆年間，南靖、平和縣境內的「馬堂張氏」各族派子孫(約是第12世、13世)開始陸續有人遷入臺灣臺中的大雅區、西屯區下七張犁、大肚台地東麓一帶。原祖籍於福建漳州府平和縣馬堂田背鄉的「馬堂張氏」後裔於1870年（清同治九年）11月時發起籌設宗祠，首先邀集同志出資，並購買此土地出租收租穀做為祭祖之用。1904年（日本明治37年），張姓族人代表張瑞楨、張朝榮等七人發起籌募經費於現址下七張犁興建祖廟。
1985年11月27日，臺中市政府公告指定為國家第三級古蹟；左外護龍則登錄為歷史建築。2010年隨臺中市升格為直轄市後張家祖廟改為直轄市定古蹟。

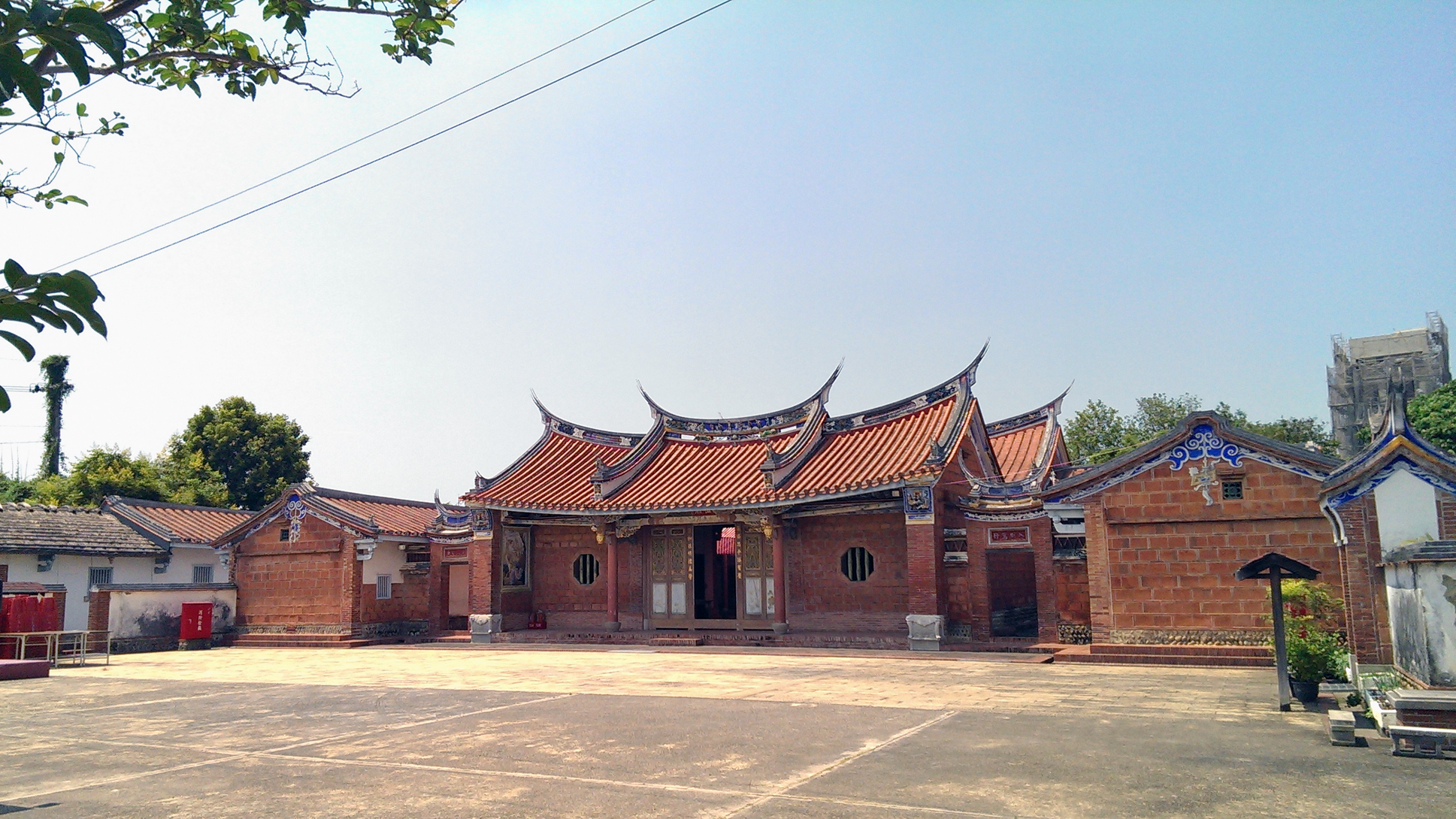
張家祖廟全景
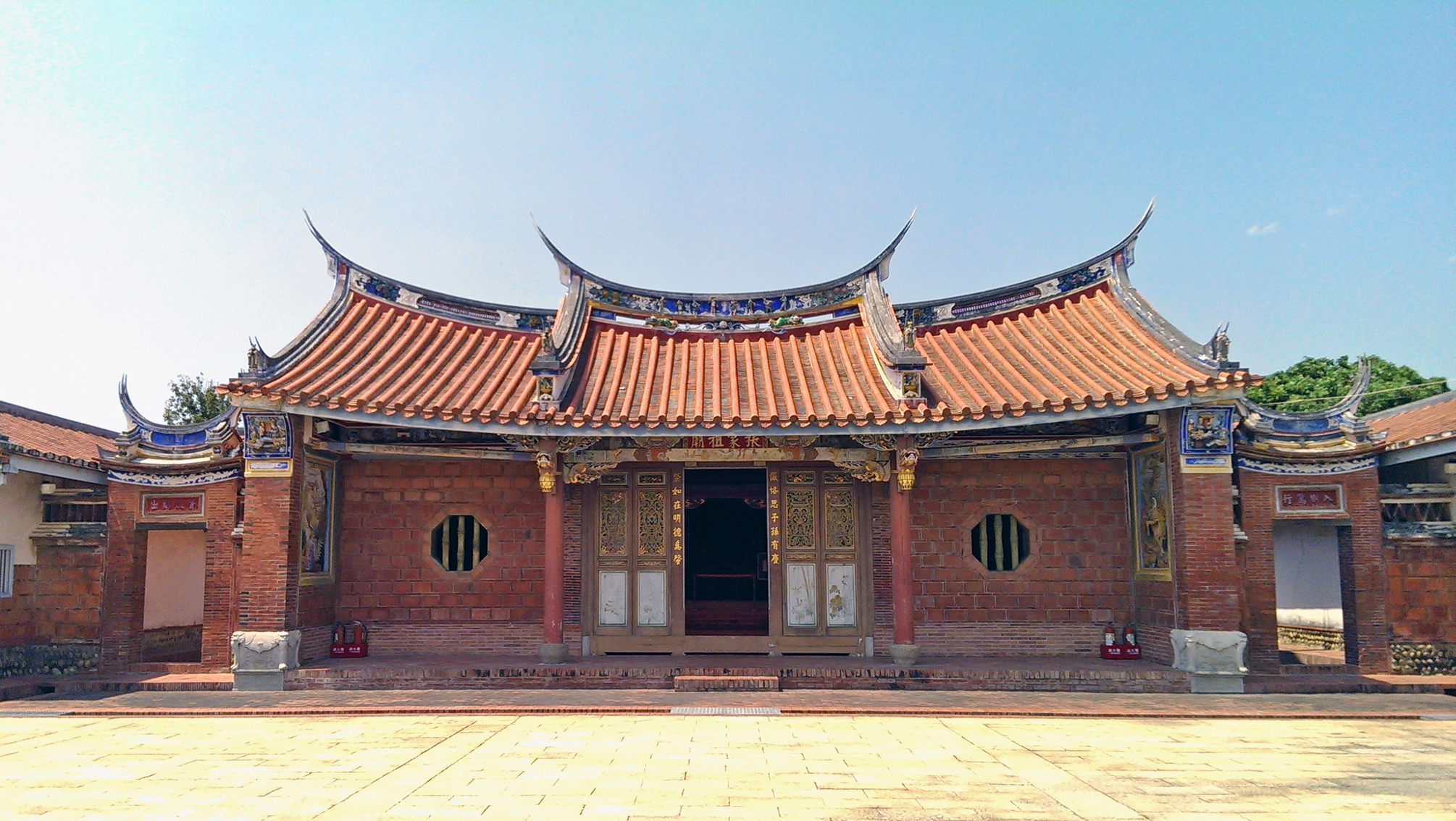
張家祖廟正堂
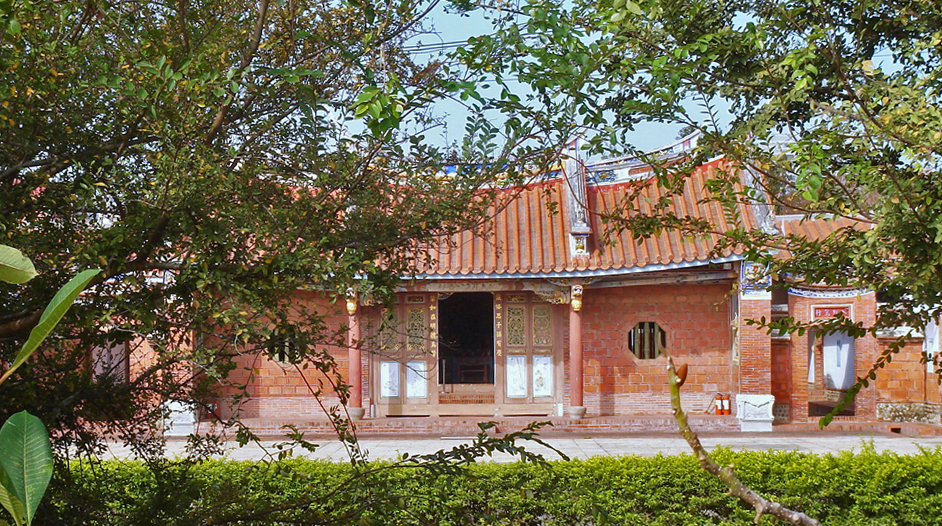
張家祖廟正堂
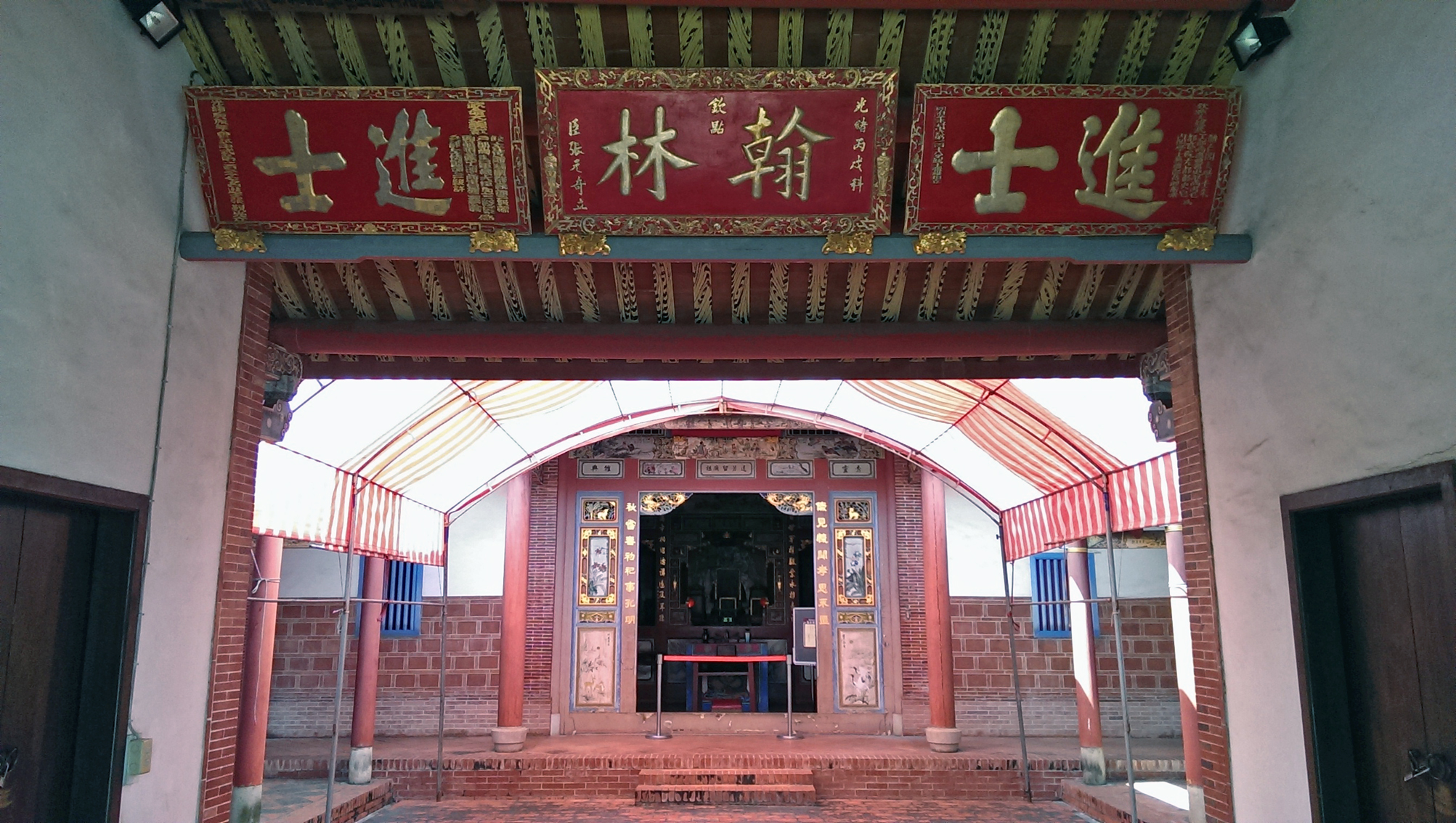
張家祖廟正堂匾額
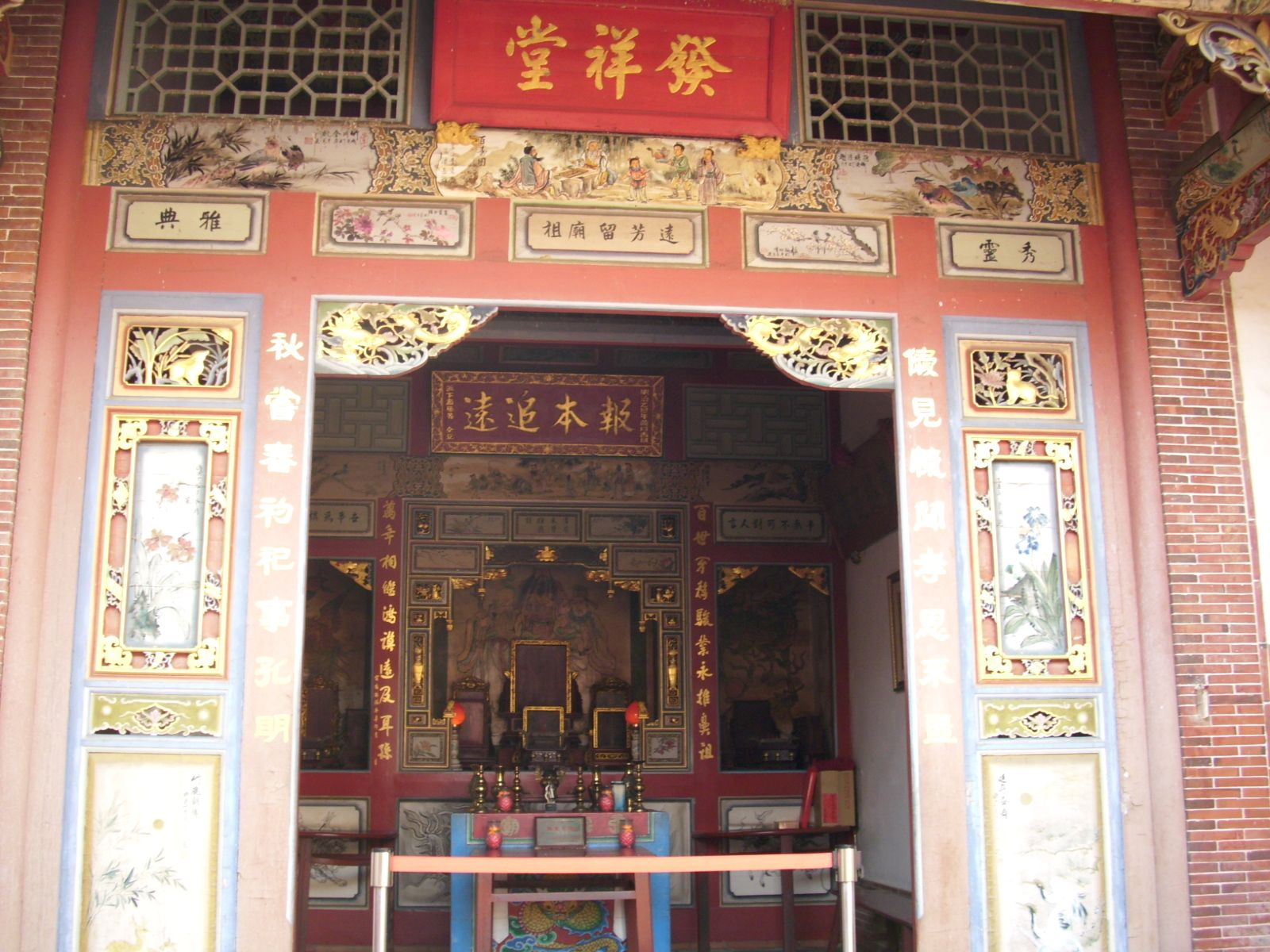
張家祖廟的發祥堂
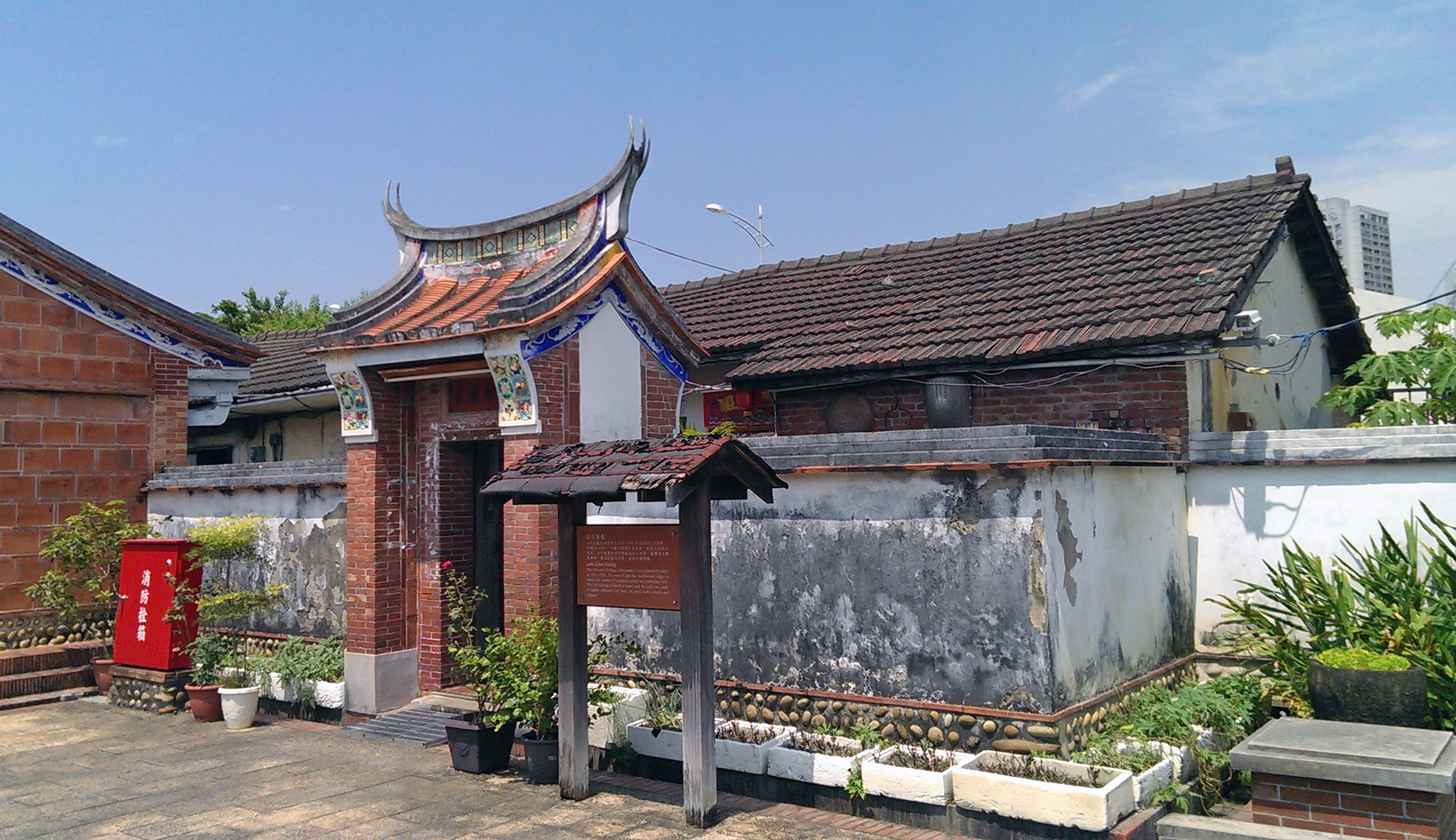
張家祖廟左外護龍

## 祭祀公業
- 張文通祭祀公業
- 張延祥祭祀公業

## 交通
臺中市市區公車
「福安里」（臺灣大道與安和路口）公車站牌
- 台中客運：28、49、57、60、69、88
- 統聯客運：63（聯營）、73、75、77、79、81、83、86
- 豐原客運：63（聯營）
- 中台灣客運：150
- 巨業交通：168、169
- 豐榮客運：48
- 和欣客運：161

「安和臺灣大道口」公車站牌
- 台中客運：27
- 統聯客運：藍1

「安和朝馬路口」公車站牌
- 台中客運：49、藍10、藍11
- 中台灣客運：155、155副

## 外部連結
- 文化部文化資產局 - 臺中張家祖廟 （页面存档备份，存于）
- 文化部文化資產局 - 張家祖廟左護龍旁建築 （页面存档备份，存于）
- 臺中市文化資產處 - 臺中張家祖廟 （页面存档备份，存于）
- 臺中市文化資產處 - 張家祖廟左護龍旁建築[]